# Daltonia stenophylla
Daltonia stenophylla är en bladmossart som beskrevs av Mitten 1869. Daltonia stenophylla ingår i släktet Daltonia och familjen Daltoniaceae. Inga underarter finns listade i Catalogue of Life.